# Miguel Calderón
Miguel J. Calderón Gómez (ur. 30 października 1950) – kubański koszykarz. Brązowy medalista olimpijski z Monachium.
Brał udział w trzech igrzyskach (IO 68, IO 72, IO 80). W 1968 Kubańczycy zajęli jedenaste, w 1972 trzecie, a w 1980 szóste miejsce. W 1971 był brązowym medalistą igrzysk panamerykańskich. Brał również udział w mistrzostwach świata w 1970 i 1974 (czwarte miejsce). Po zakończeniu kariery zawodniczej pracował jako trener, m.in. z reprezentacją narodową.